# Анастазев (Мазовецьке воєводство)
Анастазев (пол. Anastazew) — село в Польщі, у гміні Забродзе Вишковського повіту Мазовецького воєводства.
Населення — 138 осіб (2011).
У 1975-1998 роках село належало до Остроленцького воєводства.

## Демографія
Демографічна структура станом на 31 березня 2011 року:
|          | Загалом | Допрацездатний вік | Працездатний вік | Постпрацездатний вік |
| -------- | ------- | ------------------ | ---------------- | -------------------- |
| Чоловіки | 74      | 16                 | 50               | 8                    |
| Жінки    | 64      | 17                 | 32               | 15                   |
| Разом    | 138     | 33                 | 82               | 23                   |